# The Heart of Texas Ryan
The Heart of Texas Ryan is een Amerikaanse romantische western uit 1917. Dit was de eerste speelfilmlange film van acteur Tom Mix. De film werd in 1923 opnieuw uitgebracht als Single Shot Parker. Op deze stomme film is auteursrecht niet meer van toepassing.
Zeer waarschijnlijk zou deze film oorspronkelijk The Light of Western Stars heten en was het gebaseerd op een boek van Zane Grey. De film zou worden opgenomen op de ranch van Mix en onder meer actrices Victoria Forde en Vivian Reed zouden er in meespelen. Een gerechtelijk bevel tegen het gebruik van Grey's roman dwong Selig echter het verhaal te herschrijven.

## Verhaal
Het verhaal draait om de liefdesrelatie tussen de cowboy Jack 'One Shot' Parker (Tom Mix) en Texas Ryan (Bessie Eyton). Parker is een cowboy op de ranch van William Ryan (George Fawcett). Texas, de dochter van Ryan, keert terug uit het oosten en Parker wordt op slag verliefd op haar. Texas moet echter niets van hem hebben, maar dat verandert als hij een lid van een bende veedieven weet op te pakken. Later wordt Parker ontvoerd en staat Texas voor de keus om hem voor een bedrag van 2000 dollar vrij te kopen.

## Rolverdeling
| Acteur             | Personage            |
| ------------------ | -------------------- |
| George Fawcett     | Kolonel William Ryan |
| Bessie Eyton       | Texas Ryan           |
| Frank Campeau      | Dice McAllister      |
| Tom Mix            | Jack Parker          |
| William Ryno       | Antonio Moreno       |
| Charles K. Gerrard | Senator J. Murray    |
| Goldie Caldwell    | Marion Smith         |